# Rafajovce
Rafajovce este o comună slovacă, aflată în districtul Vranov nad Topľou din regiunea Prešov. Localitatea se află la altitudinea de 173 m deasupra n.m., se întinde pe o suprafață de 4,74 km2 și în 2017 număra 183 de locuitori.

## Istoric
Localitatea Rafajovce este atestată documentar din 1557.

## Demografie
| An:                | 1994 | 2004   | 2014   | 2024    |
| ------------------ | ---- | ------ | ------ | ------- |
| Număr de persoane: | 168  | 173    | 190    | 159     |
| Diferență:         |      | +2,97% | +9,82% | −16,31% |

| An:                | 2023 | 2024   |
| ------------------ | ---- | ------ |
| Număr de persoane: | 163  | 159    |
| Diferență:         |      | −2,45% |